# Johann Stefan Raffeiner

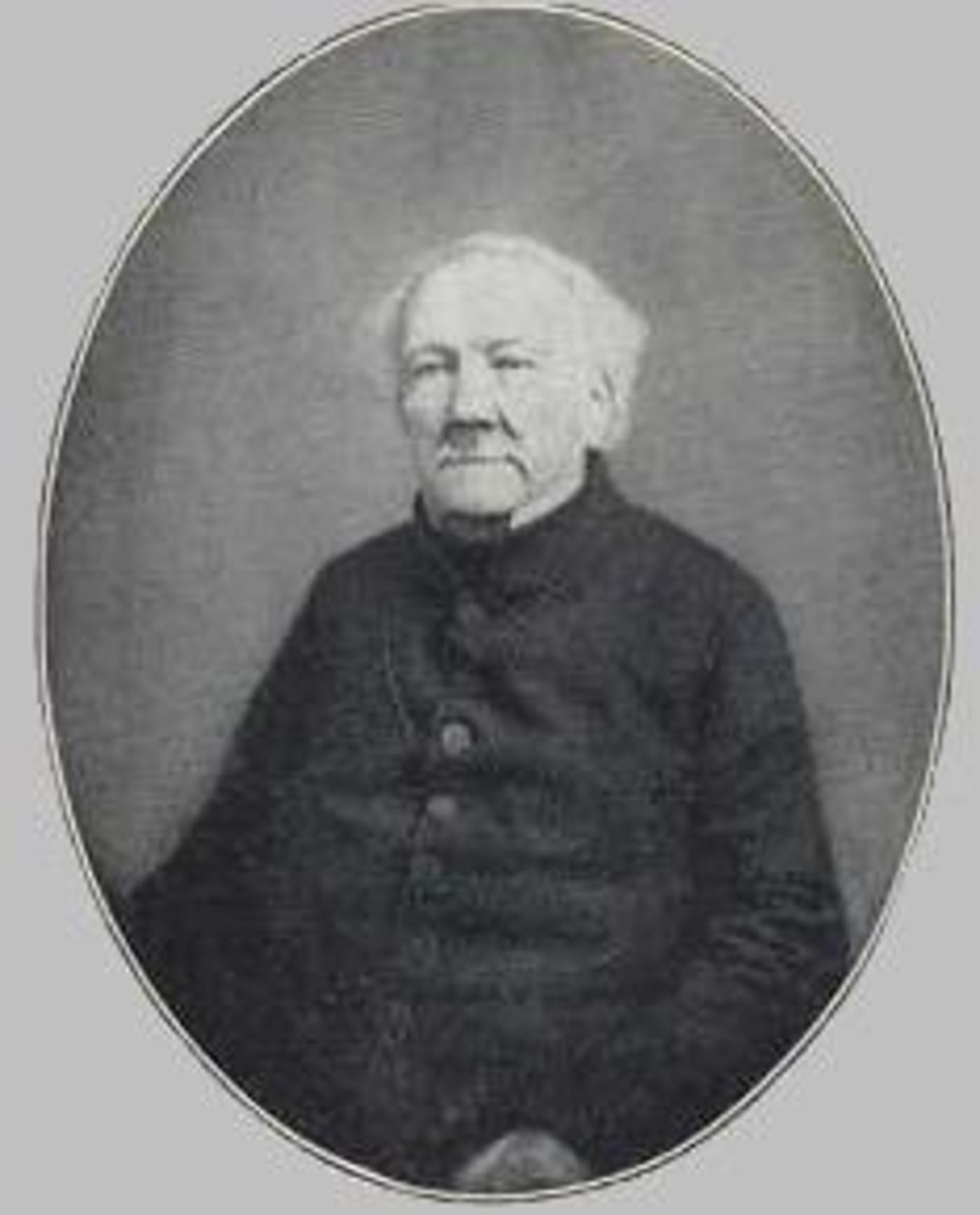
Raffeiner als Priester in Williamsburg

Johann Stefan Raffeiner, in Amerika John Stephen Raffeiner (* 26. Dezember 1785 in Mals; † 16. Juli 1861 in Williamsburg) war ein österreichisch-US-amerikanischer Missionar.

## Leben
Raffeiner war Sohn eines Bauern und Weißgerbers. Er studierte zuerst in Innsbruck, dann in Rom katholische Religion, später auch Medizin. Er wirkte als Militärarzt in der österreichischen Armee, außerdem im Engadin. In Brixen beendete er 1824/25 sein theologisches Studium und wurde am 1. Mai 1825 zum Priester geweiht. Er wirkte danach als Seelsorger in Hall und als Benefiziat in Glurns.
Als einer der ersten deutschsprachigen Missionare reiste er 1832 nach Nordamerika und wurde Generalvikar der Deutschamerikaner in den Diözesen New York und Brooklyn. Ab 1841 war er Missionspfarrer in der Kirche Most Holy Trinity – St. Mary in Williamsburg, die er gegründet hatte. Am 6. November 1850 wurde ihm die US-amerikanische Staatsbürgerschaft verliehen.